# David Pel
David Pel, né le 9 juillet 1991 à Amstelveen, est un joueur de tennis néerlandais, professionnel depuis 2009.

## Carrière
David Pel joue principalement en double. Il a remporté 10 titres sur le circuit Challenger : 1 en 2017, 2 en 2018, 3 en 2019, 3 en 2020 et 1 en 2021.
Sur le circuit ATP, il remporte son premier titre en 2021 à Båstad avec Sander Arends après avoir atteint une finale à Marseille.

## Palmarès

### Titre en double messieurs
| No | Date       | Nom et lieu du tournoi | Catégorie | Dotation  | Surface      | Partenaire    | Finalistes                     | Score    |          |
| -- | ---------- | ---------------------- | --------- | --------- | ------------ | ------------- | ------------------------------ | -------- | -------- |
| 1  | 12-07-2021 | Nordea Open Båstad     | ATP 250   | 419 470 € | Terre (ext.) | Sander Arends | Andre Begemann Albano Olivetti | 6-4, 6-2 | Parcours |

### Finale en double messieurs
| No | Date       | Nom et lieu du tournoi      | Catégorie | Dotation  | Surface      | Vainqueurs                       | Partenaire     | Score     |          |
| -- | ---------- | --------------------------- | --------- | --------- | ------------ | -------------------------------- | -------------- | --------- | -------- |
| 1  | 08-03-2021 | Open 13 Provence Marseille  | ATP 250   | 610 315 € | Dur (int.)   | Lloyd Glasspool Harri Heliövaara | Sander Arends  | 7-5, 7-64 | Parcours |
| 2  | 03-07-2025 | The Championships Wimbledon | G. Chelem | NC £      | Gazon (ext.) | Julian Cash Lloyd Glasspool      | Rinky Hijikata | 6-2, 7-63 | Parcours |

## Parcours dans les tournois duGrand Chelem

### En simple
N'a jamais participé à un tableau final.

### En double messieurs
| Année | Open d'Australie | Open d'Australie | Internationaux de France                                                               | Internationaux de France                                                              | Wimbledon                                                                     | Wimbledon                                                                            | US Open | US Open |
| ----- | ---------------- | ---------------- | -------------------------------------------------------------------------------------- | ------------------------------------------------------------------------------------- | ----------------------------------------------------------------------------- | ------------------------------------------------------------------------------------ | ------- | ------- |
| 2021  | —                | —                | 1er tour (1/32) Julian Knowle \|\| style="text-align:left;" \| Lu Yen-hsun Y. Nishioka | 1er tour (1/32) Lu Yen-hsun \|\| style="text-align:left;" \| J. S. Cabal Robert Farah | —                                                                             | —                                                                                    |         |         |
|       |                  |                  |                                                                                        |                                                                                       |                                                                               |                                                                                      |         |         |
| 2023  | —                | —                | —                                                                                      | —                                                                                     | 1/8 de finale R. Stalder \|\| style="text-align:left;" \| R. Bopanna M. Ebden | 1er tour (1/32) D. Molchanov \|\| style="text-align:left;" \| M. Arévalo J.-J. Rojer |         |         |
| 2024  | —                | —                | 1er tour (1/32) A. Göransson \|\| style="text-align:left;" \| M. Purcell J. Thompson   |                                                                                       |                                                                               |                                                                                      |         |         |
| 2025  |                  |                  |                                                                                        |                                                                                       |                                                                               |                                                                                      |         |         |

N.B. : le nom du partenaire se trouve sous le résultat ; le nom des ultimes adversaires se trouve à droite.

## Classements ATP en fin de saison
| Année          | 2010 | 2011 | 2012 | 2013 | 2014 | 2015 | 2016 | 2017 | 2018 | 2019 | 2020 | 2021 | 2022 | 2023 |
| Rang en simple | 1361 | 1865 | 1859 | 1306 | 1288 | –    | 897  | 1604 | –    | –    | –    | –    | –    | 1485 |
| Rang en double | 1273 | 1296 | –    | 992  | 681  | 810  | 190  | 147  | 143  | 95   | 85   | 99   | 86   | 99   |

Source : (en) Classements de David Pel sur le site officiel de la Fédération internationale de tennis